# 絨毛乳菇
絨毛乳菇（學名：Lactarius torminosus）又稱疝疼乳菇，是乳菇屬的一種真菌，最早於1774年由德國真菌學家雅各布·舍費爾發表描述，當時被歸入傘菌屬中；1821年又由塞缪尔·弗里德里克·格雷改置於乳菇屬，其種小名torminosus意為「折磨人的、造成腹痛的」，指生食本種後會產生腸胃不適的症狀。2011年紅菇科類群因分子證據而發生許多分類改動，本種由此被作為乳菇屬的模式種。絨毛乳菇分布於歐洲、北非、亞洲與北美洲等北半球的溫帶至副極地地區。
絨毛乳菇的蕈傘直徑為2—12公分，呈淡粉紅色至橘色，菌髓為白色；蕈柄長1.5—8公分，粗0.6—2公分，呈淡粉紅色或稍帶橘黃色，有時近地處可見白色的菌絲體；孢子印為乳白色至淡黃色，擔孢子為球形至橢球形，顏色透明，長8—10.2微米，寬5.8—6.6微米，表面具突起的飾物。本種之下有一變種L. torminosus var. nordmanensis，分布於北美洲。
絨毛乳菇的口感嗆辣，有些學者形容其有毒，或指其可導致程度不一的腸胃炎。食用本種後可能出現的症狀包括頭暈、嘔吐與嚴重腹瀉等。但本種仍在東歐、北歐等地被食用。本種的辣味可能是來自绒白乳菇醛，為此菌防止動物捕食的機制。
絨毛乳菇可與樺木與鐵杉等樹木形成菌根，其子實體會被歐亞紅松鼠取食，且為部分果蠅與蕈蚋的繁殖場所。本種也可能被寄生真菌Hypomyces lithuanicus感染。